# گرند اکور، لوئیزیانا
گرند اکور (به انگلیسی: Grand Ecore) یک منطقهٔ مسکونی در ایالات متحده آمریکا است که در پریش ناچیتوکس، لوئیزیانا واقع شده‌است.